# Choiseul, Saint Lucia
Choiseul är en kvartershuvudort i Saint Lucia. Den ligger i kvarteret Choiseul, i den sydvästra delen av landet. Choiseul ligger 21 meter över havet och antalet invånare är 346. Den ligger på ön Saint Lucia.
Terrängen runt Choiseul är kuperad åt nordost, men åt sydost är den platt. Havet är nära Choiseul åt sydväst. Omgivningarna runt Choiseul är en mosaik av jordbruksmark och naturlig växtlighet.